# Edeta

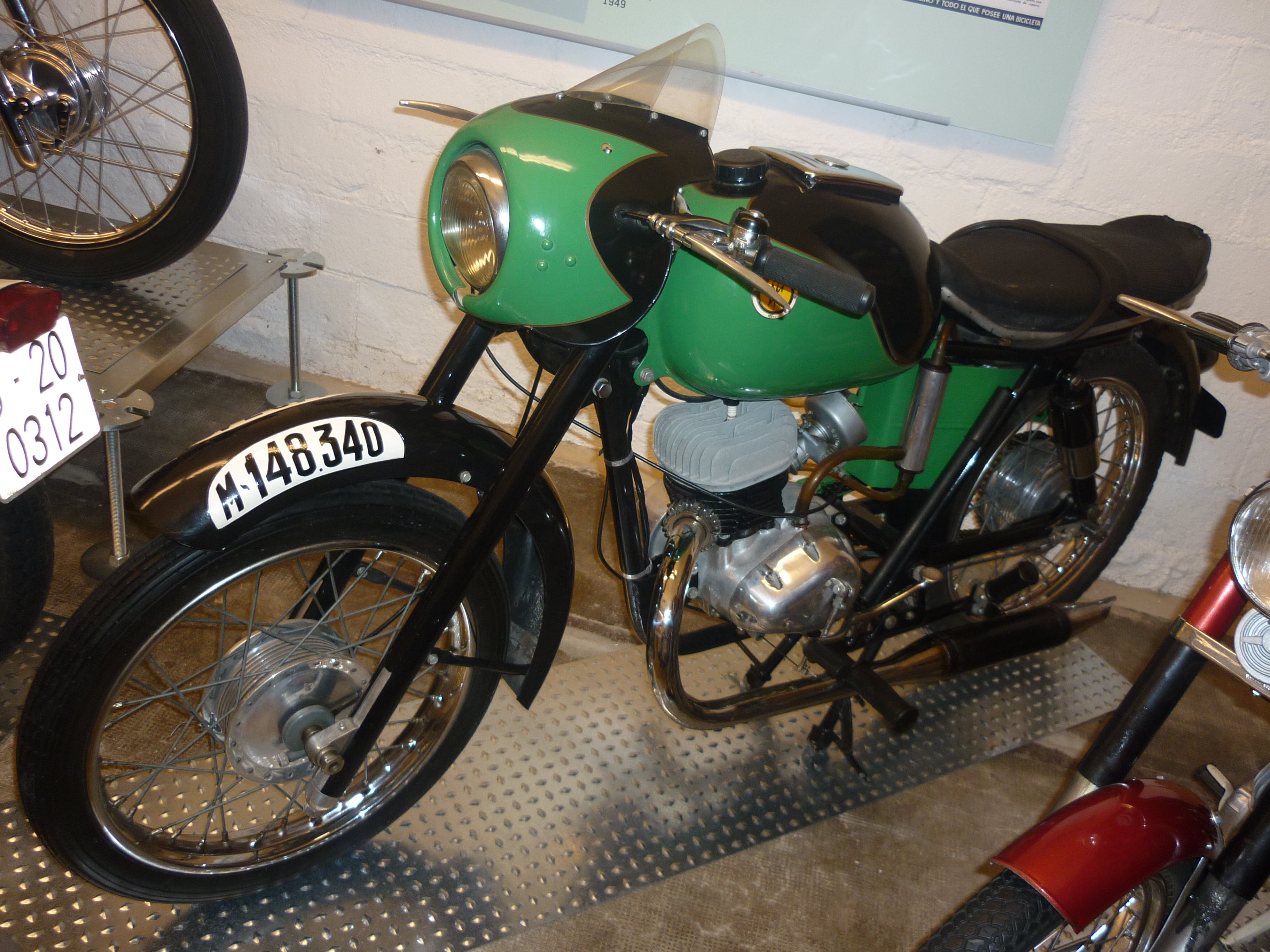
Edeta Sport 125 cc (1956)

Edeta is een historisch merk van motorfietsen.
De bedrijfsnaam was Edeta Industrias Mecanicas, Barcelona,
Het was een Spaans motormerk dat van 1951 tot 1960 147- en 173cc-tweetakten maakte.